# John Koerner
"Spider" John Koerner, född 31 augusti 1938 i Rochester, New York, död 18 maj 2024 i Minneapolis, Minnesota, var en amerikansk folk- och bluesmusiker, sångare, gitarrist och låtskrivare.

## Biografi
Koerner var i sin ungdom intresserad av flygning och började 1956 studera flygteknik vid University of Minnesota. Där kom han 1958 i kontakt med den framväxande folkmusikscenen, han lärde sig spela gitarr och hoppade av skolan för att istället satsa på en karriär som musiker.
1962 bildade han tillsammans med gitarristen Dave Ray och munspelaren Tony Glover trion Koerner, Ray & Glover. De gav året därpå ut sitt första album, Blues, Rags and Hollers, vilket följdes av Lots More Blues, Rags and Hollers (1964) och The Return of Koerner, Ray & Glover (1965). Koerners första soloalbum gavs ut 1965 av Elektra Records, som också givit ut Koerner, Ray & Glovers album, och bestod av ihopsamlade sololåtar från sessioner med Koerner, Ray & Glover. Bandet spelade sporadiskt tillsammans fram till 2002, då Ray gick bort, men slutade vara en fulltidsakt 1966.
Koerner fortsatte spela som soloartist och 1969 släpptes hans andra album, Running, Jumping, Standing Still, inspelat tillsammans med pianisten Willie Murphy. Under 1970-talet gav han ut två album på Dave Rays skivbolag Sweet Jane Records, Music is Just a Bunch of Notes (1972) och Some American Folk Songs Like They Used To (1974).
Efter att ha flyttat tillbaka till Minnesota 1977 ägnade han sig åt musiken på deltid medan han även hade andra jobb. Så småningom kom han i kontakt med Red House Records, som 1986 gav ut albumet Nobody Knows the Trouble I've Been, följt av Raised by Humans (1992) och StarGeezer (1996). Koerner genomgick 1998 en akut by-passoperation, efter att ha återhämtat sig har han dock kunnat fortsätta uppträda.

## Diskografi

### Album med "Koerner, Ray & Glover"
- 1963 – Blues, Rags and Hollers
- 1964 – Lots More Blues, Rags and Hollers
- 1965 – The Return of Koerner, Ray & Glover
- 1972 – Good Old Koerner, Ray & Glover
- 1996 – One Foot in the Groove

### Soloalbum
- 1965 – Spider Blues
- 1967 – Running, Jumping, Standing Still
- 1972 – Music is Just a Bunch of Notes
- 1974 – Some American Folk Songs Like They Used To
- 1986 – Nobody Knows the Trouble I've Been
- 1992 – Raised by Humans
- 1996 – StarGeezer